# 德米特里·特拉佩兹尼科夫
德米特里·维克托罗维奇·特拉佩兹尼科夫（1981年4月12日—）是前顿涅茨克人民共和国代理总理兼领导人，现任俄罗斯卡尔梅克共和国政府副主席。

## 政治生涯
在战争之前，特拉佩兹尼科夫是“尖叫领袖”交易所的负责人。在此之前，他曾担任顿涅茨克市彼得罗夫斯基区议会副主席。2001年，他在顿涅茨克州立土木工程与建筑学院学习期间，也是顿涅茨克矿工足球队（属于艾哈迈托夫集团）的经理。
2018年8月31日，前领导人亚历山大·扎哈尔琴科被谋杀后，他被顿涅茨克人民共和国人民议会任命为顿涅茨克人民共和国的代理领导人兼总理。

## 个人生活
特拉佩兹尼科夫于1981年4月12日出生于苏联俄罗斯克拉斯诺达尔，自1982年以来一直住在顿涅茨克。 他已婚，有两个孩子。